# Gary Horowitz
Gary T. Horowitz (Washington, 14 aprile 1955) è un fisico statunitense che si occupa di teoria delle stringhe e di gravità quantistica.

## Biografia
Horowitz ha studiato alla Princeton University (B.A, 1976) e ha conseguito il dottorato (Ph.D. nel 1979 presso l'Università di Chicago. Ha poi seguito un corso di post dottorato, finanziato dalla NATO, all'Università della California di Santa Barbara e all'Università di Oxford.
Nel 1981-1983 è stato ricercatore presso l'Institute for Advanced Study di Princeton. Da 1983 insegna fisica teorica all'Università della California di Santa Barbara, prima come professore assistente, poi  come professore associato e dal 1990 come professore titolare.
È particolarmente interessato alla gravità quantistica ed ha condotto studi per trovare descrizioni dei buchi neri tramite la teoria delle stringhe. Nel suo lavoro del 1990 A correspondence principle for black holes and strings, scritto con Andrew Strominger, Joseph Polchinski ed altri, è riuscito a dimostrare che i buchi neri soddisfano la formula dell'entropia di Bekenstein-Hawking nella teoria delle stringhe.
Nel 1985 ha pubblicato, con Philip Candelas, Andrew Strominger e Edward Witten, l'articolo Vacuum configuration of superstrings, considerato fondamentale per la teoria della compattazione delle superstringhe in spazi di Calabi-Yau.
Nei primi anni Novanta ha proposto, assieme a Strominger, una versione della teoria M basata sull'introduzione del concetto di brane nell'ambito della teoria delle stringhe. Si occupa anche della corrispondenza AdS/CFT e della sua applicazione ai superconduttori.
Nel 1982 ha vinto, insieme con M. Perry, un premio assegnato dalla Gravity Research Foundation.
È membro della American Physical Society (2002), della National Academy of Sciences (2010) e della American Academy of Arts and Sciences (2013).

## Scritti
- Quantum states of black holes, in "Black holes and relativistic stars", University of Chicago Press, 1998
- Black Holes, con S. Teukolsky, Springer Verlag, 1999
- Quantum gravity at the turn of the millennium (2000)
- Spacetime in string theory (2004)
- Gauge/gravity duality, con Joseph Polchinski, Cambridge University Press, 2009